# مشقر (تبن)

تعديل مصدري - تعديل

مشقر هي إحدى قرى عزلة الحوطة بمديرية تبن التابعة لمحافظة لحج، بلغ تعداد سكانها 1148 نسمة حسب تعداد اليمن لعام 2004.